# Copa da Escócia de 1929–30
A Copa da Escócia de 1929-30 foi a 52º edição do torneio mais antigo do futebol da Escócia. O campeão foi o Rangers F.C., que conquistou seu 6º título na história da competição ao vencer a final contra o Partick Thistle F.C., pelo placar de 2 a 1.

## Premiação
| Copa da Escócia de 1929-30       |
| Escócia                          |
| -------------------------------- |
| Rangers F.C. Campeão (6º título) |